# Sidney Breese

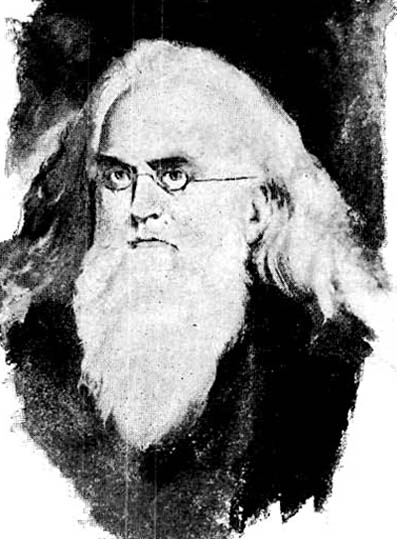
Sidney Breese

Sidney Breese (* 7. September 1800 in Whitesboro, Oneida County, New York; † 27. Juni 1878 in Pinkneyville, Illinois) war ein US-amerikanischer Jurist und Politiker (Demokratische Partei), der den Bundesstaat Illinois im US-Senat vertrat.

## Leben
In seinem Heimatstaat New York besuchte Sidney Breese das Hamilton College in Clinton und das Union College in Schenectady, wo er 1818 seinen Abschluss machte. Danach zog er nach Illinois, wurde dort in die Anwaltskammer aufgenommen und begann in Kaskaskia zu praktizieren. In dieser Stadt fungierte er 1821 auch als Postmeister. Von 1822 bis 1826 war er Staatsanwalt für den dritten Gerichtskreis von Illinois, zwischen 1827 und 1829 dann Bezirksstaatsanwalt. 1831 wurde Breese der erste Gerichtsschreiber am Supreme Court of Illinois.
Als Mitglied der Staatsmiliz nahm er 1832 im Rang eines Lieutenant Colonel am Black-Hawk-Krieg teil. Danach kehrte er zu seiner juristischen Tätigkeit zurück und amtierte ab 1835 als Richter für den zweiten Gerichtsdistrikt von Illinois, bis er schließlich 1841 an den Obersten Gerichtshof berufen wurde und diesem ein Jahr lang angehörte.
1843 wählte ihn dann die Staatslegislative von Illinois zum US-Senator. Breese nahm sein Mandat in Washington, D.C. vom 4. März 1843 bis zum 3. März 1849 wahr und war in dieser Zeit unter anderem Vorsitzender des Committee on the District of Columbia, ehe er nach verfehlter Wiederwahl aus dem Kongress ausschied. Er setzte seine politische Laufbahn aber zunächst fort und saß von 1851 bis 1852 im Repräsentantenhaus von Illinois, zeitweise als dessen Speaker.
Schließlich konzentrierte Breese sich aber wieder auf die Justiz. Von 1855 bis 1857 war er Richter am Kreisgericht von Illinois, danach bis zu seinem Tod am 27. Juni 1878 erneut Mitglied des Obersten Gerichtshofes. Dabei war er von 1867 bis 1870 sowie 1873 und 1874 jeweils der Chief Justice.
Der Ort Breese in Illinois ist nach Sidney Breese benannt.